# Lijst van rivieren in Senegal
Dit is een lijst van rivieren in Senegal. De rivieren in deze lijst zijn geordend naar drainagebekken en de opeenvolgende zijrivieren zijn ingesprongen weergegeven onder de naam van elke hoofdrivier.

## Atlantische Oceaan

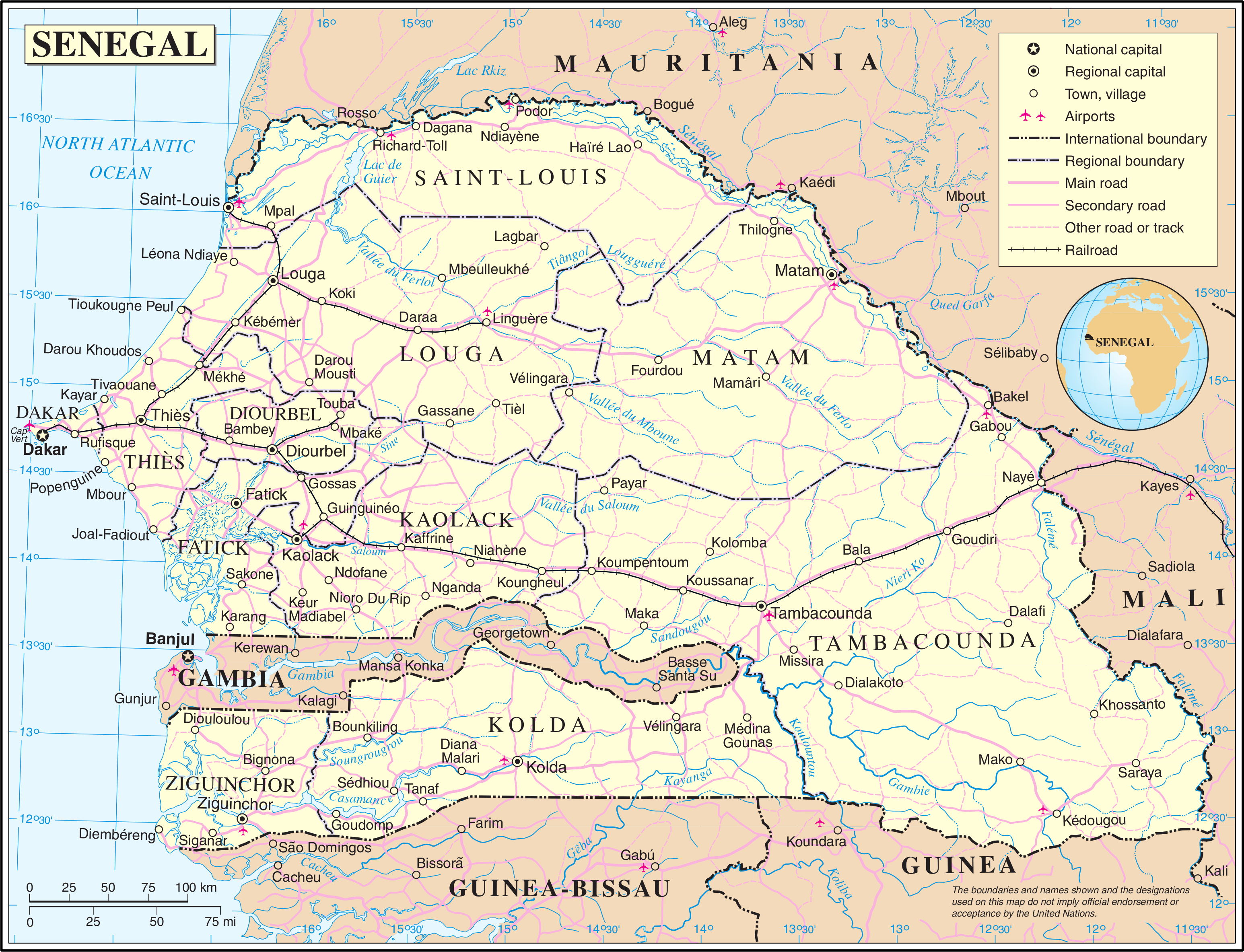
Kaart van Senegal.

- Sénégal
  - Vallée du Ferlo
    - Tiângol Lougguéré
    - Vallée de Mboune

  - Doué
  - Falémé
- Saloum
  - Sine
- Gambia
  - Sandougou
  - Koulountou
  - Niéri Ko
    - Mayél Samou

  - Niokolo Koba
- Geba (Kayanga)
- Casamance
  - Cool